# Pseudicius asoroticus
Pseudicius asoroticus är en spindelart som beskrevs av Simon 1890. Pseudicius asoroticus ingår i släktet Pseudicius och familjen hoppspindlar. Inga underarter finns listade i Catalogue of Life.